# Critical Wave
Critical Wave —subtitulada posteriormente como The European Science Fiction & Fantasy Review— fue una revista británica de ciencia ficción publicada y coeditada inicialmente por Steve Green y Martin Tudor entre 1987 y 1996. También existió una edición estadounidense de corta duración en la década de 1980.
Varios autores y artistas contribuyeron en los 46 números originales, incluyendo a Graham Joyce, Michael Moorcock, David A. Hardy, Stephen Baxter, Colin Greenland, Charles Stross, Joel Lane, Iain M. Banks, Arthur "ATom" Thomson, Iain Byers, Dave Mooring, Jim Porter, Sue Mason, Michael Marrak, Harry Turner y Kevin Cullen. Una vez que Critical Wave estableció su composición tipográfica, Kevin Clarke se unió como diseñador residente.
A pesar del inmenso entusiasmo mostrado por muchos de sus lectores, Critical Wave solo continuó apareciendo gracias al apoyo financiero de sus editores y colaboradores clave. Con el tiempo, cedió ante la presión del aumento de los costos de impresión, franqueo y gastos bancarios, y anunció su cierre a finales de 1996.
En septiembre de 2008, Green y Tudor anunciaron su intención de relanzar la publicación en formato electrónico a través de eFanzines, lo que se concretó el 14 de noviembre de 2008.